# Zoutkeetsplein 1-7
Zoutkeetsplein 1-7, Barentzstraat 317-335, Zoutkeetsgracht 346-370 is een gebouwencomplex in Amsterdam-West.
Het is een samengesteld gebouw met het front aan het Zoutkeetsplein. Het plein ontstond al in de 17e eeuw, maar kreeg pas in 1913 haar naam. Het plein werd vernoemd naar de aanliggende Zoutkeetsgracht, vernoemd naar de pakhuizen voor de opslag van zout. Het plein maakte dat gezien haar late vernoeming echter niet (meer) mee. Nadat resten van het Bolwerk de Bogt en Molen De Vervanger als mede tuincomplex Weltevreden waren opgeruimd begonnen hier in de jaren tachtig van de 19e eeuw de woningbouw. Op de scherpe hoek van de Barentszstraat en Zoutkeetsgracht werd een aantal woningen en winkels gebouwd, waarbij nu eens niet werd gekozen voor een taartpunt (gevel eindigt in een scherpe hoek), maar voor een stomp einde met zicht op het toen nog anonieme plein.
Alhoewel relatief recent gebouwd, is alleen van de noordelijke helft de ontwerper bekend: A.W. Kramer verder onbekend gebleven.  In de gevelwand aan het plein is duidelijk de tweedeling gezien. Het zuidelijk deel is veel luxer uitgevoerd dan het noordelijk deel, terug te vinden in de hoeveelheid pleisterwerk. Toch werd het gehele complex tot één gemeentelijk monument (223012) verklaard; de bouwstijl is neorenaissance, tweede helft 19e eeuw..Het complex kreeg in 2009 nog een flinke opknapbeurt.  